# Eternity (Kamelot)
Eternity is het debuutalbum van Kamelot, uitgebracht in 1995 door Noise Records.

## Track listing
1. Eternity – 5:41
2. Black Tower – 4:06
3. Call of the Sea – 5:15
4. Proud Nomad – 4:52
5. Red Sands – 4:09
6. One of the Hunted – 5:26
7. Fire Within – 4:54
8. Warbird – 5:22
9. What About Me – 4:20
10. Etude Jongleur – 0:50
11. Gleeman – 6:19

## Line-up
- Mark Vanderbilt - Zanger
- Thomas Youngblood - Gitarist
- Glenn Barry - Bassist
- David Pavlicko - Toetsenist
- Richard Warner - Drummer